# Portugal op de Olympische Zomerspelen 1960
Portugal nam deel aan de Olympische Zomerspelen 1960 in Rome, Italië. Het nam aan een recordaantal van 11 sporten deel.

## Medailleoverzicht
| Sport  | Olympiër               | Onderdeel   | Medaille |
| ------ | ---------------------- | ----------- | -------- |
| Zeilen | José Quina Mário Quina | star klasse | Zilver   |

## Deelnemers en resultaten

### Atletiek
| Olympiër            | Onderdeel              | Resultaat | Prestatie |
| ------------------- | ---------------------- | --------- | --- |
| Manuel Oliveira     | 5000m (m)              | 19e       | serie 2: 6de in 14.16,14 |
| Joaquim Ferreira    | 3000m steeplechase (m) | 31e       | serie 1: 11de in 9.30,2 |
| Pedro de Almeida    | verspringen (m)        | 28e       | kwalificatie groep C: 10de met 7,10m                                                                                             |
| Eduardo Albuquerque | kogelslingeren (m)     | 28e       | kwalificatie: 28ste met 54,92m                                                                                                   |
| Vilar Santos        | tienkamp (m)           | DNF       | 100m: 29ste in 12,15 verspringen: 26ste met 6,32m kogelstoten: 28ste met 10,85m hoogspringen: 27ste met 1,65m 400m: niet gestart |

### Gewichtheffen
| Olympiër     | Onderdeel | Resultaat | Prestatie                                                                            |
| ------------ | --------- | --------- | ------------------------------------------------------------------------------------ |
| Luís Paquete | -56kg (m) | 19e       | drukken: 21ste met 75kg trekken: 22ste met 70kg stoten: 19de met 100kg totaal: 245kg |

### Paardensport
| Olympiër                                                              | Onderdeel   | Resultaat | Prestatie |
| Dressuur                                                              | Dressuur    | Dressuur  | Dressuur |
| --------------------------------------------------------------------- | ----------- | --------- | --- |
| Luís Mena e Silva                                                     | individueel | 17e       | 1ste ronde: 17de met 775 punten |
| António Nogueira                                                      | individueel | 10e       | 1ste ronde: 10de met 948 punten |
| Eventing                                                              |             |           | |
| Mário Delgado                                                         | individueel | 35e       | dressuur: 46ste met 138,00 strafpunten cross-country: 41ste met 554,40 strafpunten springconcours: 19de met 12,75 strafpunten totaal: 705,15 strafpunten |
| Joaquim Duarte Silva                                                  | individueel | DNF       | dressuur: 49ste met 140,50 strafpunten cross-country: niet gefinisht                                                                                     |
| Jorge Eduardo Mathias                                                 | individueel | DNF       | dressuur: 9de met 92,50 strafpunten cross-country: niet gefinisht                                                                                        |
| Álvaro Sabbo                                                          | individueel | DNF       | dressuur: 23ste met 117,51 strafpunten cross-country: niet gefinisht                                                                                     |
| Álvaro Sabbo Joaquim Duarte Silva Jorge Eduardo Mathias Mário Delgado | team        | DNF       | dressuur: 8ste met 348,01 strafpunten cross-country: niet gefinisht                                                                                      |
| Springconcours                                                        |             |           | |
| Henrique Alves Calado                                                 | individueel | 11e       | 1ste ronde: 10de met 16 strafpunten 2de ronde: 12de met 16 strafpunten totaal: 32 strafpunten                                                            |
| António Pereira de Almeida                                            | individueel | DNF       | 1ste ronde: 45ste met 51,50 strafpunten |
| Carlos Lopes João                                                     | individueel | DNF       | 1ste ronde: 39ste met 40 strafpunten |
| António Pereira de Almeida Carlos Lopes João Henrique Alves Calado    | team        | DNF       | 1ste ronde: 5de met 78,25 strafpunten |

### Roeien
| Olympiër                                                      | Onderdeel    | Resultaat | Prestatie                                            |
| ------------------------------------------------------------- | ------------ | --------- | ---------------------------------------------------- |
| Ilídio Silva Jorge Gavinho José Porto José Vieira Rui Valença | vier-met (m) | 15e       | serie 2: 4de in 6.50,94 herkansingen: 3de in 6.57,87 |

### Schermen
| Olympiër                                                                             | Onderdeel      | Resultaat | Prestatie |
| ------------------------------------------------------------------------------------ | -------------- | --------- | --- |
| José Albuquerque                                                                     | degen (m)      | 70e       | 1ste ronde groep 10: 6de V van LUX Gutenkauf: 1-5 V van ROU Gurath, Jr.: 3-5 V van TUN Brami: 3-5 V van POL Glos: 1-5 W van JPN Ozawa: 5-0 V van USA Margolis: 3-5 |
| Filipe Fernandes                                                                     | degen (m)      | 34e       | 1ste ronde groep 8: 2de V van URS Chernushevich: 1-5 W van GER Neuber: 5-2 W van NED Dwinger: 5-2 W van JPN Fujimaki: 5-3 W van MON Bini: 5-1 2de ronde groep 4: 6de V van URS Chernushevich: 1-5 V van HUN Gábor: 6-7 V van FRA Dreyfus: 2-5 V van FIN Wiik: 3-5                   |
| José Ferreira                                                                        | degen (m)      | 25e       | 1ste ronde groep 2: 3de V van HUN Sákovics: 4-5 V van BEL Achten: 4-5 W van FIN Czarnecki: 5-3 W van SWE Lagerwall: 5-4 W van VIE Văn Xuan: 5-2 2de ronde groep 1: 5de V van GER Neuber: 4-5 V van FRA Guittet: 1-5 V van GBR Jay: 1-5 W van ITA Breda: 5-3 V van USA Micahnik: 5-6 |
| Filipe Fernandes José Albuquerque José Ferreira Manuel Borrego                       | degen team (m) | 15e       | 1ste ronde groep 1: 3de V van Italië: 7-9 V van Verenigde Staten: 6-10 |
| Orlando Azinhais                                                                     | floret (m)     | 61e       | 1ste ronde groep 1: 6de V van JPN Funamizu: 0-5 V van URS Midler: 2-5 V van SUI Steiniger: 0-5 V van RAU El-Husseini: 0-5 W van USA Paletta Jr.: 5-4 |
| Manuel Borrego                                                                       | floret (m)     | 47e       | 1ste ronde groep 11: 4de V van URS Sisikin: 1-5 V van MEX Cicero: 4-5 W van AUS Lund: 5-3 |
| Pedro Marçal                                                                         | floret (m)     | 72e       | 1ste ronde groep 2: 7de V van FRA d'Oriola: 1-5 V van GER Gerresheim: 0-5 V van GBR Cooperman: 1-5 V van VEN Quintero: 1-5 V van AUS Sichel: 0-5 W van RAU Soheim: 5-4 |
| Orlando Azinhais                                                                     | sabel (m)      | 49e       | 1ste ronde groep 1: 5de V van FRA Arabo: 2-5 V van GER Wöhler: 0-5 V van BUL Dyakovski: 1-5 |
| António Marquilhas                                                                   | sabel (m)      | 54e       | 1ste ronde groep 6: 5de V van HUN Horváth: 3-5 V van FRA Roulot: 1-5 V van ARG Sande: 2-5 |
| Joaquim Rodrigues                                                                    | sabel (m)      | 46e       | 1ste ronde groep 10: 4de V van HUN Kárpáti: 2-5 V van AUT Resch: 1-5 W van BEL Van Der Auwera: 5-3 W van AUS Hackshall: 5-4 1ste ronde barrage: 3de V van AUT Resch: 1-5 V van BEL Van Der Auwera: 1-5                                                                              |
| António Marquilhas Filipe Fernandes Joaquim Rodrigues José Ferreira Orlando Azinhais | sabel team (m) | 13e       | 1ste ronde groep 4: 3de V van Italië: 2-9 G van Roemenië: 8-8 |
|                                                                                      |                |           | |
| Maria José Nápoles                                                                   | floret (v)     | 61e       | 1ste ronde groep 1: 5de V van HUN Rejtő: 3-4 V van GER Schmid: 0-4 V van BEL Appart: 1-4 V van LUX Flesch: 2-4 |

### Schietsport
| Olympiër                | Onderdeel                  | Resultaat | Prestatie                                                                                              |
| ----------------------- | -------------------------- | --------- | --- |
| Manuel Pereira da Silva | 50m geweer 3 houdingen (m) | 64e       | 1ste ronde groep 1: 32ste met 508 punten (192-162-154)                                                 |
| António Tavares         | 50m geweer 3 houdingen (m) | 57e       | 1ste ronde groep 2: 29ste met 525 punten (188-172-165)                                                 |
| César Baptista          | 50m geweer liggend (m)     | 57e       | 1ste ronde groep 1: 30ste met 378 punten (91-98-94-95)                                                 |
| Albino Silva            | 50m geweer liggend (m)     | 71e       | 1ste ronde groep 2: 35ste met 375 punten (92-94-94-95)                                                 |
| André Antunes           | 50m pistool (m)            | 54e       | 1ste ronde groep 2: 12de met 348 punten (90-83-89-88) finale: 54ste met 489 punten (80-75-84-84-80-86) |
| António Jorge           | 50m pistool (m)            | 36e       | 1ste ronde groep 1: 17de met 345 punten (83-89-90-83) finale: 36ste met 522 punten (85-84-90-92-84-87) |
| António Silva Martins   | 25m snelvuurpistool (m)    | 50e       | 537 punten: (272-265)                                                                                  |
| Rogério Tavares         | 25m snelvuurpistool (m)    | 49e       | 542 punten: (278-264)                                                                                  |
| António Silva Martins   | trap (m)                   | 15e       | kwalificatie: 33ste met 85 punten finale: 15de met 180 punten                                          |

### Turnen
| Olympiër              | Onderdeel                | Resultaat | Prestatie                              |
| --------------------- | ------------------------ | --------- | -------------------------------------- |
| Hermenegildo Candeias | brug (m)                 | 116e      | kwalificatie: 116de met 15,30 punten   |
| Hermenegildo Candeias | paard voltige (m)        | 106e      | kwalificatie: 106de met 15,65 punten   |
| Hermenegildo Candeias | rekstok (m)              | 114e      | kwalificatie: 114de met 15,20 punten   |
| Hermenegildo Candeias | ringen (m)               | 116e      | kwalificatie: 116de met 16,20 punten   |
| Hermenegildo Candeias | sprong (m)               | 129e      | kwalificatie: 129ste met 8,75 punten   |
| Hermenegildo Candeias | vloer (m)                | 111e      | kwalificatie: 111de met 16,55 punten   |
| Hermenegildo Candeias | individuele meerkamp (m) | 120e      | 87,65 punten                           |
|                       |                          |           |                                        |
| Maria Helena Cunha    | balk (v)                 | 113e      | kwalificatie: 113de met 14,432 punten  |
| Esbela da Fonseca     | balk (v)                 | 117e      | kwalificatie: 117de met 13,766 punten  |
| Dália Sammer          | balk (v)                 | 110e      | kwalificatie: 110de met 14,566 punten  |
| Maria Helena Cunha    | brug (v)                 | 122e      | kwalificatie: 122ste met 9,099 punten  |
| Esbela da Fonseca     | brug (v)                 | 120e      | kwalificatie: 120ste met 10,733 punten |
| Dália Sammer          | brug (v)                 | 115e      | kwalificatie: 115de met 12,933 punten  |
| Maria Helena Cunha    | sprong (v)               | 119e      | kwalificatie: 119de met 13,866 punten  |
| Esbela da Fonseca     | sprong (v)               | 101e      | kwalificatie: 101ste met 15,866 punten |
| Dália Sammer          | sprong (v)               | 91e       | kwalificatie: 91ste met 16,166 punten  |
| Maria Helena Cunha    | vloer (v)                | 105e      | kwalificatie: 105de met 15,766 punten  |
| Esbela da Fonseca     | vloer (v)                | 112e      | kwalificatie: 112de met 15,066 punten  |
| Dália Sammer          | vloer (v)                | 110e      | kwalificatie: 110de met 15,500 punten  |
| Maria Helena Cunha    | individuele meerkamp (v) | 119e      | kwalificatie: 119de met 53,163 punten  |
| Esbela da Fonseca     | individuele meerkamp (v) | 116e      | kwalificatie: 116de met 55,431 punten  |
| Dália Sammer          | individuele meerkamp (v) | 109e      | kwalificatie: 109de met 59,165 punten  |

### Wielersport
| Olympiër                                                 | Onderdeel          | Resultaat | Prestatie      |
| -------------------------------------------------------- | ------------------ | --------- | -------------- |
| Ramiro Martins                                           | wegwedstrijd (m)   | DNF       | niet gefinisht |
| José Pacheco                                             | wegwedstrijd (m)   | DNF       | niet gefinisht |
| Mário Silva                                              | wegwedstrijd (m)   | DNF       | niet gefinisht |
| Francisco Valada                                         | wegwedstrijd (m)   | DNF       | niet gefinisht |
| Francisco Valada José Pacheco Mário Silva Ramiro Martins | ploegentijdrit (m) | 25e       | 2:33.19,61     |

### Worstelen
| Olympiër          | Onderdeel      | Resultaat      | Prestatie                                                                          |
| Grieks-Romeins    | Grieks-Romeins | Grieks-Romeins | Grieks-Romeins                                                                     |
| ----------------- | -------------- | -------------- | ---------------------------------------------------------------------------------- |
| Orlando Gonçalves | -57kg          | 17e            | 1ste ronde: V van SWE Vesterby: beslissing 2de ronde: V van BUL Petrov: beslissing |
| José Gregório     | -62kg          | 22e            | 1ste ronde: V van USA Allen: val 2de ronde: V van IRI Ebrahimian: val              |
| Luis Caldas       | -79kg          | 21e            | 1ste ronde: V van BUL Dobrev: val 2de ronde: V van SWE Israelsson: val             |

### Zeilen
| Olympiër                                                                         | Onderdeel       | Resultaat | Prestatie                           |
| -------------------------------------------------------------------------------- | --------------- | --------- | ----------------------------------- |
| Hélder de Oliveira                                                               | finn            | 15e       | 3488 punten: (11-10-8-29-14-14-14)  |
| Carlos Braga Gabriel da Silva Lopes                                              | flying dutchman | 27e       | 1279 punten: (25-25-22-26-25-21-27) |
| José Quina Mário Quina                                                           | star klasse     | Zilver    | 6665 punten: (3-3-8-2-5-1-3)        |
| Carlos Ferreira Gonçalo Mello Joaquim Pinto Basto                                | draken klasse   | 9e        | 4051 punten: (17-11-10-3-14-10-3)   |
| Duarte de Almeida Bello Fernando Pinto Coelho Bello Júlio de Sousa Leite Gorinho | 5,5m klasse     | 16e       | 1667 punten: (19-15-15-4-15-16-19)  |

### Zwemmen
| Olympiër                                                      | Onderdeel             | Resultaat | Prestatie               |
| ------------------------------------------------------------- | --------------------- | --------- | ----------------------- |
| Herlander Ribeiro                                             | 100m vrije slag (m)   | 37e       | serie 1: 5de in 1.00,2  |
| Eduardo Sousa                                                 | 400m vrije slag (m)   | 33e       | serie 3: 7de in 4.51,6  |
| Eduardo Sousa                                                 | 1500m vrije slag (m)  | 25e       | serie 6: 5de in 19.40,1 |
| Raul Cerqueira                                                | 100m rugslag (m)      | 27e       | serie 1: 7de in 1.06,7  |
| Luís Vaz Jorge                                                | 200m vlinderslag (m)  | 23e       | serie 3: 5de in 2.28,9  |
| Eduardo Sousa Herlander Ribeiro Luís Vaz Jorge Raul Cerqueira | 4x100m wisselslag (m) | 18e       | serie 3: 6de in 4.39,9  |
|                                                               |                       |           |                         |
| Maria Freitas Veloso                                          | 200m schoolslag (v)   | 29e       | serie 4: 7de in 3.13,3  |

## Officials
- Correia Leal (chef de mission)
- Bernardo Mendes de Almeida (zeilen)
- Castro de Seixa (vrouwen turnen)

Afghanistan · Argentinië · Australië · Bahama's · België · Bermuda · Birma · Brazilië · Brits-Guiana · Bulgarije · Canada · Ceylon · Chili · Colombia · Cuba · Denemarken · Duits eenheidsteam · Ethiopië · Fiji · Filipijnen · Finland · Frankrijk · Ghana · Griekenland · Groot-Brittannië · Haïti · Hongarije · Hongkong · Ierland · IJsland · India · Indonesië · Irak · Iran · Israël · Italië · Japan · Joegoslavië · Kenia · Libanon · Liberia · Liechtenstein · Luxemburg · Malakka · Malta · Marokko · Mexico · Monaco · Nederland · Nederlandse Antillen · Nieuw-Zeeland · Nigeria · Noorwegen · Oeganda · Oostenrijk · Pakistan · Panama · Peru · Polen · Portugal · Puerto Rico · Roemenië · San Marino · Singapore · Soedan · Sovjet-Unie · Spanje · Suriname · Taiwan · Thailand · Tsjecho-Slowakije · Tunesië · Turkije · Uruguay · Venezuela · Verenigde Arabische Republiek · Verenigde Staten · Vietnam · West-Indische Federatie · Zuid-Afrika · Zuid-Korea · Zuid-Rhodesië · Zweden · Zwitserland